# Дрљача (презиме)
Дрљача је српскохрватско презиме, а користи се и као топоним (Дрљача, Хрватска). Може се односити на:
- Боро Дрљача, српски певач
- Лазар Дрљача, југословенски сликар
- Симо Дрљача, српски ратни командир полиције у Приједору и члан кризног штаба за одбрану Приједора.

У концентрационом логору Јасеновац страдало је најмање 279 особа са тим презименом.